# City-Pier-City Loop 1990
De zestiende editie van de City-Pier-City Loop vond plaats op zondag 31 maart 1990. Naast de halve marathon kende ook een mini, achtste en een kwart marathon.
De wedstrijd werd bij de mannen gewonnen door de Nederlander Marti ten Kate in 1:02.24. Dit was zijn vierde overwinning op rij bij dit evenement. Met deze prestatie had hij een grote voorsprong op de Belg Peter Daenens, die in 1:03.32 over de finish kwam. Bij de vrouwen besliste de Nederlandse Carla Beurskens de wedstrijd door in 1:10.04 als eerste te finishen.

## Uitslagen

### Mannen
| rang   | naam                | land | tijd    |
| ------ | ------------------- | ---- | ------- |
| Goud   | Marti ten Kate      | NED  | 1:02.24 |
| Zilver | Peter Daenens       | BEL  | 1:03.32 |
| Brons  | Gyula Borka         | HUN  | 1:03.41 |
| 4      | John Vermeule       | NED  | 1:03.55 |
| 5      | Hakan Börjesson     | SWE  | 1:03.58 |
| 6      | Aart Stigter        | NED  | 1:04.01 |
| 7      | Hamilton Cox        | SCO  | 1:04.04 |
| 8      | Peter Dall          | DEN  | 1:04.05 |
| 9      | Ake Eriksson        | SWE  | 1:04.09 |
| 10     | Bert van Vlaanderen | NED  | 1:04.35 |
| 11     | René Stam           | NED  | 1:04.35 |
| 12     | Kurt Stenzel        | GER  | 1:04.35 |
| 13     | Mats Erixon         | SWE  | 1:04.40 |
| 14     | Ian Haggen          | ENG  | 1:04.50 |

### Vrouwen
| rang   | naam             | land | tijd    |
| ------ | ---------------- | ---- | ------- |
| Goud   | Carla Beurskens  | NED  | 1:10.04 |
| Zilver | Iris Biba        | GER  | 1:10.54 |
| Brons  | Marta Visnyei    | HUN  | 1:12.42 |
| 4      | Midde Hamrin     | SWE  | 1:13.17 |
| 5      | Agnes Pardaens   | BEL  | 1:13.41 |
| 6      | Nelly Aerts      | BEL  | 1:14.18 |
| 7      | Alison Gooderham | ENG  | 1:14.40 |
| 8      | Jolanda Homminga | NED  | 1:15.05 |
| 9      | Tove Lorentzen   | DEN  | 1:16.46 |

1975 ·
1976 ·
1977 ·
1978 ·
1979 ·
1980 ·
1981 ·
1982 ·
1983 ·
1984 ·
1985 ·
1986 ·
1987 ·
1988 ·
1989 ·
1990 ·
1991 ·
1992 ·
1993 ·
1994 ·
1995 ·
1996 ·
1997 ·
1998 ·
1999 ·
2000 ·
2001 ·
2002 ·
2003 ·
2004 ·
2005 ·
2006 ·
2007 ·
2008 ·
2009 ·
2010 ·
2011 ·
2012 ·
2013 ·
2014 ·
2015 ·
2016 ·
2017 ·
2018 ·
2019 (afgelast) ·
2020 ·
2021 (afgelast) ·
2022 ·
2023 ·
2024